# Diuranthera chinglingensis
Diuranthera chinglingensis är en sparrisväxtart som beskrevs av J.Q.Xing och T.C.Cui. Diuranthera chinglingensis ingår i släktet Diuranthera och familjen sparrisväxter. Inga underarter finns listade i Catalogue of Life.